# بنجامين توماس
بنجامين توماس (بالفرنسية: Benjamin Thomas)‏ (و. 1995 – م) هو راكب دراجة هوائية، من فرنسا.

## سباقات أو مراحل فاز بها
| التاريخ        | السباق                                                    | المركز                                            |
| -------------- | --------------------------------------------------------- | ------------------------------------------------- |
| 01 يناير 2014  | 2014 UEC European Track Championships – men's points race |                                                   |
| 04 سبتمبر 2016 | جي بي دي فورميس 2016                                      | المرتبة 27 في التصنيف العام                       |
| 01 يناير 2017  | بطولة العالم للدراجات على المضمار 2017 – سباق الأومنيوم   |                                                   |
| 14 مايو 2017   | أربعة أيام من دونكيرك 2017                                | الرابع في تصنيف أفضل شاب                          |
| 28 مايو 2017   | 2017 Boucles de l'Aulne                                   | التاسع في التصنيف العام                           |
| 04 يونيو 2017  | طواف لوكسمبورغ 2017                                       | الرابع في التصنيف العام                           |
| 26 يوليو 2017  | طواف فالوني 2017                                          | الفائز في ترتيب النقاط للشباب، المركز الثالث      |
| 25 أغسطس 2017  | تور دو بويتو-شارنتيس 2017                                 | الثاني في تصنيف أفضل شاب، الرابع في التصنيف العام |
| 04 فبراير 2018 | نجم بسجس 2018                                             | الفائز في ترتيب النقاط للشباب                     |
| 12 أبريل 2019  | سباق حلبة دي لا سارث 2019                                 | السادس في تصنيف أفضل شاب، السادس في تصنيف الجبال  |
| 20 أبريل 2019  | طواف فينيستير 2019                                        | السادس في التصنيف العام                           |
| 17 يونيو 2021  | سباق الطريق ضد الساعة للرجال في بطولة فرنسا 2021          | الفائز في التصنيف العام                           |
| 06 فبراير 2022 | نجم بسجس 2022                                             | الفائز في التصنيف العام                           |
| 29 مايو 2022   | بوكليس دي لا مايين 2022                                   | الفائز في التصنيف العام                           |
| 24 يونيو 2022  | سباق الزمن على الطريق للرجال في بطولة فرنسا 2022          | المركز الثالث                                     |
| 08 أغسطس 2024  | cycling at the 2024 Summer Olympics – men's omnium        |                                                   |

## وصلات خارجية
- بنجامين توماس على موقع الاتحاد الدولي للدراجات (الإنجليزية)
- بنجامين توماس على موقع أرشيف الدراجات (الإنجليزية)
- بنجامين توماس على موقع إحصائيات الدراجات الإحترافية (الإنجليزية)
- بنجامين توماس على موقع نسبة الدراجات (الإنجليزية)
- بنجامين توماس على موقع CycleBase (الإنجليزية)
- بنجامين توماس على موقع اللجنة الأولمبية الدولية (الإنجليزية)
- بنجامين توماس على موقع أوليمبيديا (الإنجليزية)